# Nanibika
Nanibika (en rus: Нанибика) és un poble del Daguestan, a Rússia, que en el cens del 2010 tenia 494 habitants. Pertany al districte rural de Mekhelta.